# Премия имени Мари Ясаи
Премия имени Мари Ясаи (венг. Jászai Mari-díj) — венгерская государственная награда в области театрального искусства.
Введена венгерским парламентом в 1953 году. Названа в честь знаменитой венгерской актрисы Мари Ясаи (1850—1926). С 1955 по 1976 имела три степени, а до того только две. Каждый год премия присуждалась не более 10 лауреатам. С 1976 имеет только одну степень, с 1992 количество лауреатов выросло до 13 человек. С 1992 присуждается венгерским министерством образования.
В стоимостном выражении премия составляет 200.000 форинтов (примерно 800 евро). С 2004 денежная часть освобождена от налогового обложения.
Среди лауреатов разных лет:
- Андраш Балинт (1976)
- Илона Береш (1973)
- Эрика Боднар (1982)
- Ласло Гальффи (1984)
- Дежё Гараш (1963, 1965)
- Янош Держи (1992)
- Магда Ольти (1954)
- Ференц Зенте (1954, 1968)
- Иштван Казан (1959, 1964)
- Ференц Каллаи (1956, 1958, 1974)
- Маньи Кишш (1954)
- Эмиль Кереш (1963, 1981)
- Габор Конц (1968)
- Золтан Латинович (1966)
- Лили Монори (1998)
- Антал Пагер (1965)
- Ева Рутткаи (1955, 1959)
- Жофия Самоши (2012)
- Мари Тёрёчик (1964, 1969)
- Юдит Хернади (1986)
- Геза Хофи (1970, 1973)
- Дьёрдь Черхальми (1977)
- Имре Шинкович (1955, 1962)
- Лайош Эзе (1970)
- Цецилия Эстергайош (1974)